# Kościół św. Jadwigi Śląskiej w Przedmościu
Kościół św. Jadwigi Śląskiej – rzymskokatolicki kościół parafialny, położony we wsi Przedmość (gmina Praszka). Kościół należy do parafii św. Jadwigi Śląskiej w dekanacie Praszka, archidiecezji częstochowskiej.

## Historia kościoła
Początkiem powstania kościoła w Przedmościu, była kaplica wybudowana w 1909 roku. Budowa świątyni rozpoczęła się w latach 1921–1923, od postawienia pomieszczeń gospodarczych (obory, stodoły, wozowni oraz remizy strażackiej). W latach 1923–1924 wybudowano plebanię, która została poświęcona przez księdza dziekana Leonarda Stanickiego. W latach 1925–1926 rozpoczęto budowę kościoła. Do istniejącej kaplicy dobudowano nawę, prezbiterium i zakrystię. W 1927 roku zbudowano dzwonnicę, projektując ją tak, aby spełniała również rolę schowku na sprzęt pogrzebowy. Budynek kościoła wyposażono w ambonę i ołtarze. W tym samym 1927 roku wykonano ogrodzenie wokół kościoła. Konsekracja świątyni miała miejsce 15 grudnia 1927 roku, której przewodniczył biskup częstochowski Teodor Kubina. W czasie II wojny światowej kościół zamieniony został na magazyn zbożowy. Po zakończeniu wojny proboszcz ks. Stanisław Paras rozpoczął prace remontowe i konserwatorskie. Jego staraniem w latach 1950–1954 w kościele założono posadzki, instalację elektryczną, wykonano polichromie ścian, wstawiono nowe ławki. W tym samym czasie wykonano tynkowanie zewnętrznych ścian kościoła, ogrodzono cmentarz, wykonano gruntowny remont dachu, zakupiono dwa dzwony oraz wykonano tynkowanie budynku plebanii. W latach 1979–1987 rozbudowano i powiększono plebanię. W latach 1987–1993 za ówczesnego proboszcza, ks. Henryka Centkowskiego, otynkowano rozbudowaną plebanię, wymieniono drewnianą konstrukcję wieży kościoła i pokryto ją miedzianą blachą. W latach 1993–2000 wymieniono więźbę dachową na kościele, dach pokryto blachą trapezową, ocieplono całe sklepienie kościoła watą mineralną, wymieniono starą instalację elektryczną na miedzianą, zradiofonizowano kościół, chór drewniany zastąpiono murowanym, spięto ankrami dzwonnicę, zainstalowano napęd elektryczny do dzwonów, położono nowe tynki wewnątrz i na zewnątrz kościoła oraz dzwonnicy, odnowiono ołtarze i figury świętych, w tym figurę św. Józefa. W latach 2003–2004 na cmentarzu parafialnym wykonano alejki z kostki ceramicznej i obsadzono je drzewami.

## Architektura i wnętrze kościoła

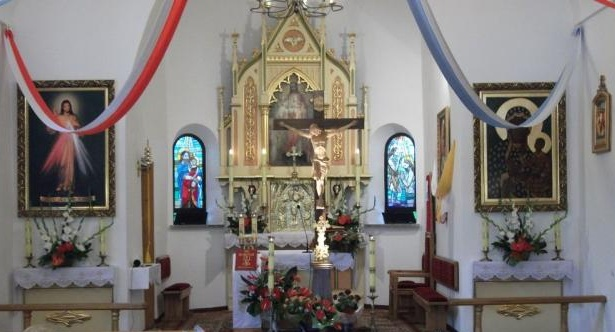
Wnętrze świątyni

Wnętrze kościoła to przede wszystkim interesujący układ prezbiterium z ołtarzem głównym. Kształt ołtarza przypomina monstrancję z hostią. Centralne miejsce zajmuje obraz. Pod obrazem znajduje się tabernakulum. W ciągu roku, obrazy w ołtarzu zmieniają się trzykrotnie:
- obraz "Święta Rodzina" widoczny jest w okresie od Bożego Narodzenia do 1 czerwca,
- obraz "Serce Jezusa" czczony jest do października,
- obraz św. Jadwigi Śląskiej (namalowany w 1967 roku, przedstawia patronkę kościoła w stroju mniszki, a pod jej nogami leżą berło i korona) widać od października do Bożego Narodzenia.

Na ścianie oddzielającej nawę od prezbiterium wiszą:
- obraz "Jezu ufam Tobie"

oraz
- obraz Matki Bożej Częstochowskiej.

W prezbiterium wisi portret błogosławionego Jana Pawła II. W oknach świątyni widoczne są figury dwóch świętych. W najstarszej części kościoła, w kaplicy Matki Bożej Różańcowej, znajdują się:
- figura Matki Bożej Różańcowej,
- figura św. Jadwigi w stroju książęcym i miniaturą kościoła w ręce

oraz 
- figura Serca Jezusowego.

Wnętrze kościoła ozdabia ponadto mała chrzcielnica.